# 圣让拉日内斯特
圣让拉日内斯特（法語：Saint-Jean-Lagineste，法語發音：[sɛ̃ ʒɑ̃ laʒinɛst]）是法国洛特省的一个市镇，属于菲雅克区。

## 地理
圣让拉日内斯特（44°49'24"N, 1°51'39"E）面积12.66 平方千米，位于法国奧克西塔尼大區洛特省，该省份为法国西南部内陆省份，北起顺时针与科雷兹省、康塔爾省、阿韦龙省、塔恩-加龙省、洛特-加龍省和多尔多涅省接壤。
与圣让拉日内斯特接壤的市镇（或旧市镇、城区）包括：欧图瓦尔、艾纳克、巴讷、卢布勒萨克、迈里纳克朗图、圣塞雷、圣让莱斯皮纳斯、圣梅达尔-德普雷斯克、圣樊尚迪庞迪。

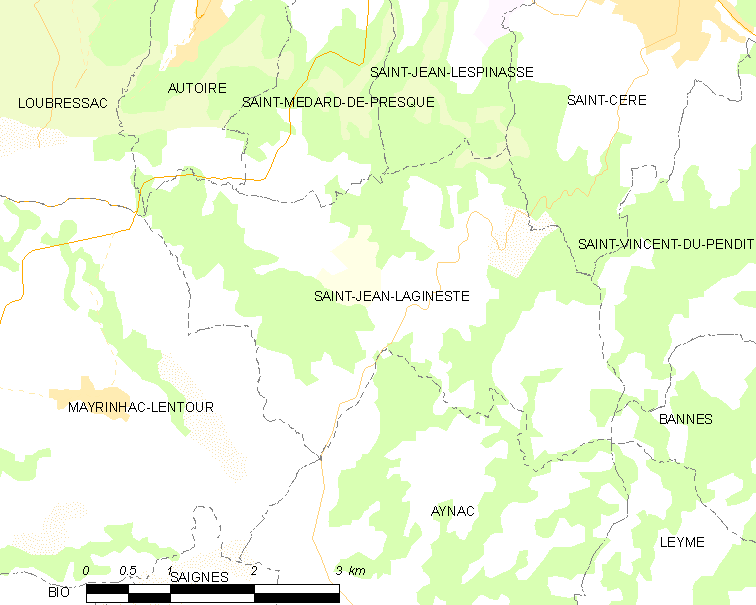
圣让拉日内斯特的OSM定位图

圣让拉日内斯特的时区为UTC+01:00、UTC+02:00（夏令时）。

## 行政
圣让拉日内斯特的邮政编码为46400，INSEE市镇编码为46339。

## 政治
圣让拉日内斯特所属的省级选区为圣塞雷县。

## 人口

1962-2008年间圣让拉日内斯特人口变化图示

圣让拉日内斯特于2022年1月1日时的人口数量为389人。